# Gelis micrurus
Gelis micrurus là một loài tò vò trong họ Ichneumonidae.